# Massimo Pigliucci
Massimo Pigliucci (Monrovia, 16 de enero de 1964) es un biólogo, filósofo y escritor italiano. Es profesor de filosofía en CUNY (City University New York), fue anteriormente anfitrión del canal de podcast Rationaly Speaking Podcast y editor en jefe de la revista en línea Scientia Salon. Es un  crítico declarado de las pseudociencias y el creacionismo, y un defensor del secularismo y educación científica.

## Biografía
Pigliucci nació en Monrovia, Liberia, y creció en Roma, Italia. Tiene un doctorado en Genética por la Universidad de Ferrara, Italia, un doctorado en Biología por la Universidad de Connecticut, y un doctorado en filosofía de ciencia por la Universidad de Tennessee. Es miembro de la Asociación americana para el Adelanto de Ciencia y del Comité para la Investigación Escéptica.
Pigliucci fue profesor de ecología y evolución en la Universidad de Stony Brook. Investigó sobre plasticidad fenotípica, interacciones de los genotípos con el entorno, selección natural, y las restricciones impuestas a la selección natural por la genética y el desarrollo de los organismos. En 1997, mientras trabajaba en la Universidad de Tennessee, Pigliucci recibió el premio Theodosius Dobzhansky, otorgado anualmente por la Society for the Study of Evolution para reconocer los logros y prometedor futuro de jóvenes y excepcionales biólogos evolutivos. Como filósofo, Pigliucci está interesado en la estructura y fundamentos de la  teoría evolutiva, la relación entre ciencia y filosofía, y la relación entre ciencia y religión. Es un defensor de la síntesis evolutiva extendida.
Escribe regularmente para Skeptical Inquirer en temas como Negación del cambio climático, Diseño inteligente, pseudociencias, y filosofía. También ha escrito para Philosophy Now y mantiene un blog titulado "Rationally Speaking". Ha debatido con negacionistas de la evolución, creacionistas  como  Duane Gish y Kent Hovind y adalides del Diseño inteligente como William Dembski y Jonathan Wells,

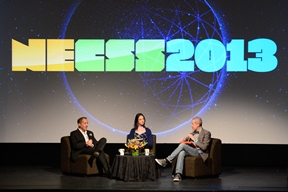
Michael Shermer, Julia Galef y Massimo Pigliucci en NECSS 2013

## Escepticismo y pensamiento críticos
Aunque es ateo no cree que la ciencia necesariamente precise del ateísmo debido a dos distinciones: la distinción entre naturalismo metodológico y naturalismo filosófico y la distinción entre juicios de valor y hechos. Cree que muchos científicos y educadores en ciencia se equivocan al no apreciar estas diferencias. Ha criticado a escritores de Nuevo Ateísmo por adoptar lo que considera ser Cientificismo (pero excluyendo al filósofo Daniel Dennett de este cargo). En una discusión sobre su  libro Respuestas para Aristóteles: Como la ciencia y la filosofía nos pueden guiar hacía una vida plena de sentido Pigliucci le dijo al anfitrión de Skepticality  Derek Colanduno, que: "Aristóteles fue el primer pensador antiguo  que realmente tomó en serio la idea de que necesitamos ambos: los hechos empíricos,una aproximación al mundo basada en la ciencia y  el significado de esos hechos. Si  quieres respuestas a cuestiones morales entonces no preguntas al neurobiologo, no preguntas al biólogo evolutivo,  preguntas al filósofo."
Pigliucci describe la misión de los escépticos, refiriéndose a la obra de  Carl Sagan titulada The Demon-Haunted World diciendo "Lo que los escépticos hacen es para mantener la vela encendida y extender su luz tanto como sea posible". Es miembro de la mesa de NYC Escépticos y participa en el consejo consultivo de la Coalición Secular para América.
En 2001,  debatió con  William Lane Craig sobre la existencia de Dios.
Massimo Pigliucci criticó el artículo periodístico del papa Francisco titulado, "Un diálogo abierto con no-creyentes". Vio el artículo como un monólogo más que un diálogo y, en una respuesta personalmente dirigida a Papa, escribió que el Papa solo había ofrecido a los no-creyentes "una reafirmación de  fantasías enteramente sin substancia acerca de Dios y su Hijo...seguidas por una confusión entre el concepto de amor y verdad, todo ello aderezado por una cantidad significativa de revisionismo histórico y estricta negación de las facetas más feas de vuestra Iglesia."

## Rationally Speaking
En agosto del 2000 Massimo  inició una columna mensual en internet titulada Rationally Speaking. En agosto de 2005 la columna se convirtió en un blog  en el que escribió hasta 2014. Desde el uno de febrero de 2010, colaboró en el canal de podcast bi-semanal Rationally Speaking  junto con Julia Galef a la que conoció en la  Conferencia Nordeste sobre Ciencia y Escepticismo celebrada en septiembre de 2009. El podcast está producido por los Escépticos de la Ciudad de la Nueva York. Lo dejó en 2015 para perseguir otros intereses. En 2010, Neil DeGrasse Tyson explicó en su  espectáculo su justificación para que el gobierno gaste grandes cantidades de dinero en programas espaciales. Pigliucci convirtió la transcripción de su actuación en el programa en un capítulo de su libro  Space Chronicles. Otro episodio en qué Tyson explicó su posición sobre el ateísmo recibió la atención del  NPR.

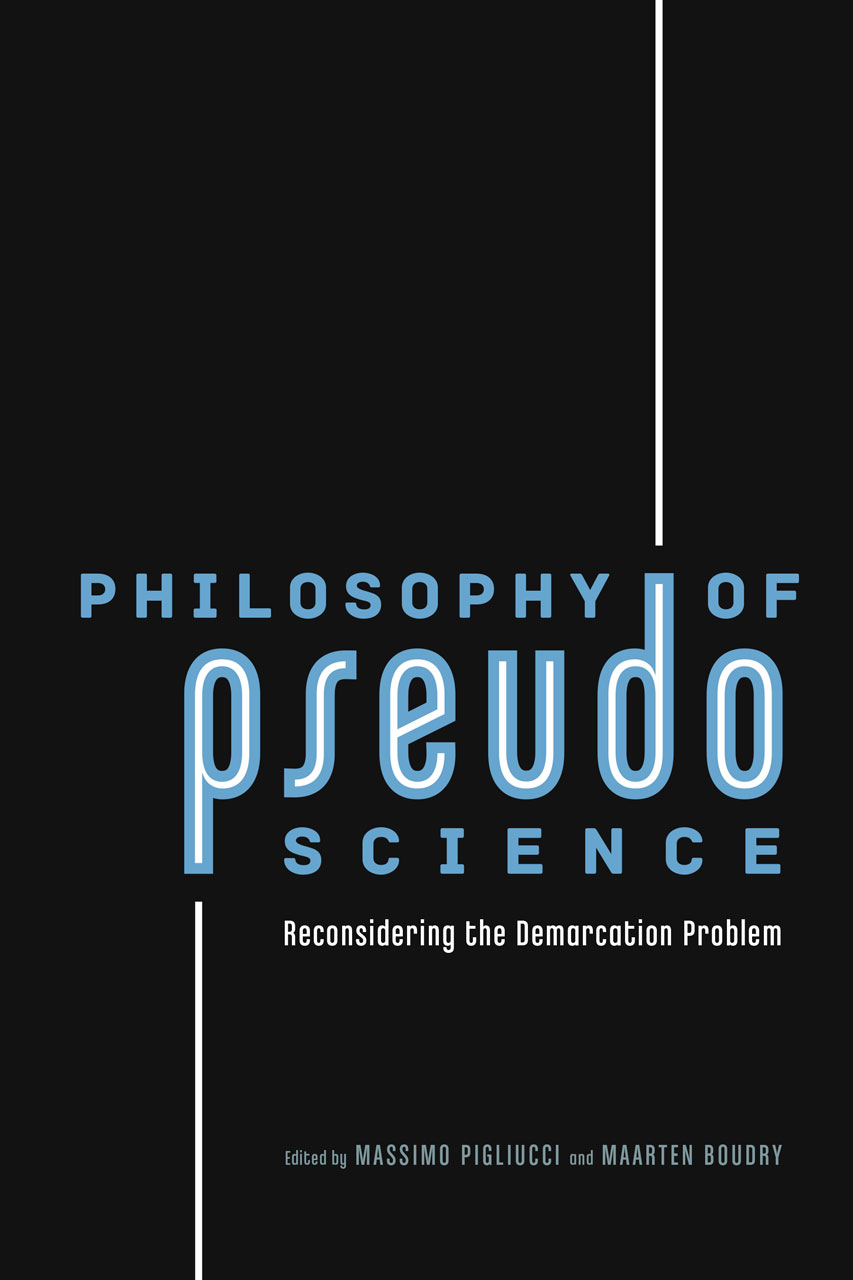
Cubierta de Filosofía de Pseudociencia.

## Artículos
Una selección de los artículos de Pigliucci. Algunos pueden ser encontrados en Internet Infidels
- Pigliucci, M. (2006). «Is evolutionary psychology a pseudoscience?». Skeptical Inquirer 30 (2): 23-24.
- Pigliucci, M. (2005). «Science and fundamentalism». EMBO Reports 6 (12): 1106-9. PMC 1369219. doi:10.1038/sj.embor.7400589.
- Pigliucci, M. (2005). «The power and perils of metaphors in science». Skeptical Inquirer 29 (5): 20-21.
- Pigliucci, M. (January–February 2004). «What is philosophy of science good for?». Philosophy Now 44: 45.
- «The alleged fallacies of evolutionary theory». Philosophy Now 46: 36-39. May–June 2004.
- "The Virtuous Skeptic". Skeptical Inquirer. 41 (2): 54-57. 2017